# Ждрелно удубљење
Ждрелно удубљење је дубоко удубљење која се налази иза ушћа еустахијеве тубе (лат. ostium pharyngeum tuba auditiva).

## Епоним
Ждрелно удубљење носи епоним по немачком анатому Јохану Кристијану Розенмилеру (1771-1820),  - Розенмилерова јама.

## Анатомија
Ждрелно удубљење се анатомски гледано налази се горе  и позади у односу на торус тубариус (задњу пројекцију хрскавичног дела Еустахијеве цеви ) и формира се рефлексијом слузокоже преко дугог мишића врата.
У односу на ушће Еустахијеве тубе на аксијалним и короналним радиолошким снимцима ждрелно удубљење се појављује позади и горе.

## Клинички значај
У основи овог удубљења налази се ретрофарингеални лимфни чвор (Роувиереов чвор), који је клинички значајан по по томе што може бити укључен у одређене карциноме главе и врата (посебно носно-ждрелног рака).
Подложно је руптури, што може довести до назофарингеалног крварења.
У њему се може развити и Розенмилерова циста.